# John Ivanuš
John Ivanuš (tudi Ivanush), slovenski glasbenik delujoč v Združenih državah Amerike, * 30. september 1879, Rogaška Slatina, † 1. september 1973, Chardon, Ohio.

## Življenje in delo
Bil je nezakonski otrok Marije Ivanoš. Prvo glasbeno vzgojo je dobil v domačem okolju, potem se je na Ptuju učil igranja na violino in rog ter petje. Vojaški rok je služil v Pulju, kjer je igral v vojaškem pihalnem orkestru, kateremu je bil kapelnik Franz Lehár. Po vojaščini je do 1902 igral na Dunaju v Lehárjevem komornem orkestru. Po prihodu v ZDA se je včlanil v strokovno združenje godbenikov. V La Sallu (Illinois) je igral v gledališkem orkestru in vodil slovenski pihalni orkester. Od 1906 je v Minnesoti in Južni Dakoti vodil koncertne, gledališke, plesne in pihalne orkestre, postal je član glasbene fakultete kolegija v Redfieldu (Južna Dakota). Leta 1919 se je preselil v Cleveland, kjer je postal zborovodja pevskega zbora Zarja in dirigent pihalnega orkestra Bled. Leta 1928 je uglasbil Prešernovo Turjaško Rozamundo, za katero mu je libreto napisala žena Mary. Pod njegovim vodstvom je zbor Zarja uprizoril več oper in operet, med drugimi tudi Urh, grof celjski Viktorja Parme, Gorenjski slavček Antona Foersterja, Poljub Bedřicha Smetane, Trubadur Giuseppe Verdija in druge. Leta 1940 je prenehal sodelovati z zborom, zapustil pa mu je bogato dediščino.